# Coupe du monde de skateboard
La coupe du monde de skateboard aussi connue sous World Cup Skateboarding (WCS), aussi parfois appelé World Cup of Skateboarding, est une organisation internationale de skateboard qui accueille les championnats du monde de skateboard et d'autres compétitions de skateboard.

## Aperçu
En se concentrant sur le skateur professionnel, WCS a fait passer la tournée professionnelle depuis 1994 de 3 événements à plus de 20 événements qui englobent les États-Unis, le Canada, l'Angleterre, l'Allemagne, la République tchèque, la France, l'Espagne, la Suisse, l'Australie, la Malaisie et le Brésil.

## Histoire
WCS est né de l'existence de la National Skateboard Association, autrefois florissante. Apprenant des erreurs commises par l'industrie du skateboard pendant les années de la NSA, l'ancien président et directeurs de la NSA, Don et Danielle Bostick, se sont engagés auprès des patineurs à développer et à diriger des compétitions de skate dans le monde entier.

## Lieux
Des épreuves officiellement reconnues de la Coupe du monde de skateboard ont eu lieu en 2018 sur ces sites mondiaux :
- Breda - Coupe du Monde Breda
- Graz - Coupe du monde de skate à Graz
- Montréal - Jackalope
- Moscou - Coupe du monde Moscou
- Orange - Fête à la piscine
- Orange - Piscine combinée pour filles classique
- Palm Springs - El Gato Classique
- Paris - Far 'N High
- Prague - Coupe Mystic Sk8
- Rotterdam - Coupe du monde de skateboard RTM
- Comté de Santa Barbara - Orchid Skatepark
- Tallinn - Session simple
- Vigo - O Marisquino

Quelques lieux passés :
- Bondi Beach - Bol à Rama Bondi
- Colorado Springs - Rampage des montagnes Rocheuses
- Florianópolis - Skate Generation Brésil
- Fortaleza - Coupe du monde Ceara
- Forêt du lac - GVR
- Melbourne - Coupe du monde de globe (cela ne faisait pas partie du circuit de la coupe du monde à partir de 2006) [1]
- Malmö - Ultra Bowl 5
- Marseille - Sosh Freestyle Cup Marseille
- Münster - Maîtrise des monstres
- Montpellier
- Newcastle - Championnats australiens de bowlriding
- Novo Hamburgo - Concours mondial Qix
- Ocean City, Maryland - Championnats de plage Dew Tour
- Philadelphie - Gravity Games
- Rio de Janeiro - Vert Jam
- San Diego - Exposition
- San Francisco - Championnats Dew Tour SF City
- San José - Tim Brauch Memorial Comp
- São Paulo - Crail
- Séoul - Asian X Games
- Maillet Shepton - NASS
- Toronto
- Vancouver
- Wellington - Bol à Rama Wellington